# 吴辅
吴辅（?—?），字鼎臣，号怡轩。南剑州剑浦县普安里（今福建省南平市延平区南山镇）人，北宋政治人物。
天圣八年（1030年），吴辅中进士。曾先后任韶州仁化县主簿、闽县县尉、道州推官、耒阳邑篆、醴陵邑篆、著作郎、洪州仓监官、台州酒务、临川县知县、南城县知县、太常博士等。
吴辅第四子吴君为熙宁三年（1070年）进士。
吴辅80岁去世，葬于家乡罗山寺前。